# Karangjoho (Karangdowo)
Karangjoho is een bestuurslaag in het regentschap Klaten van de provincie Midden-Java, Indonesië. Karangjoho telt 1979 inwoners (volkstelling 2010).